# Historia del uniforme del Club Atlético River Plate

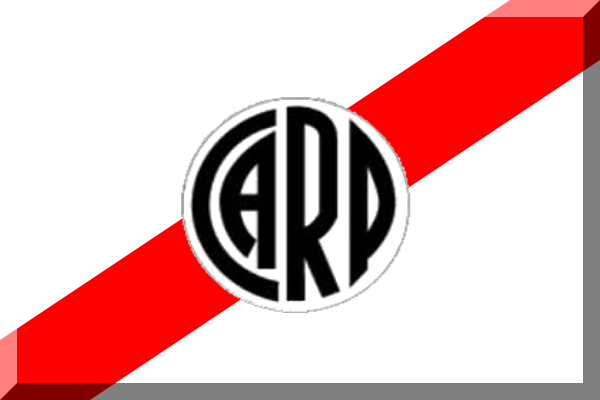
Diseño clásico utilizado en los uniformes titulares de River Plate desde 1904.

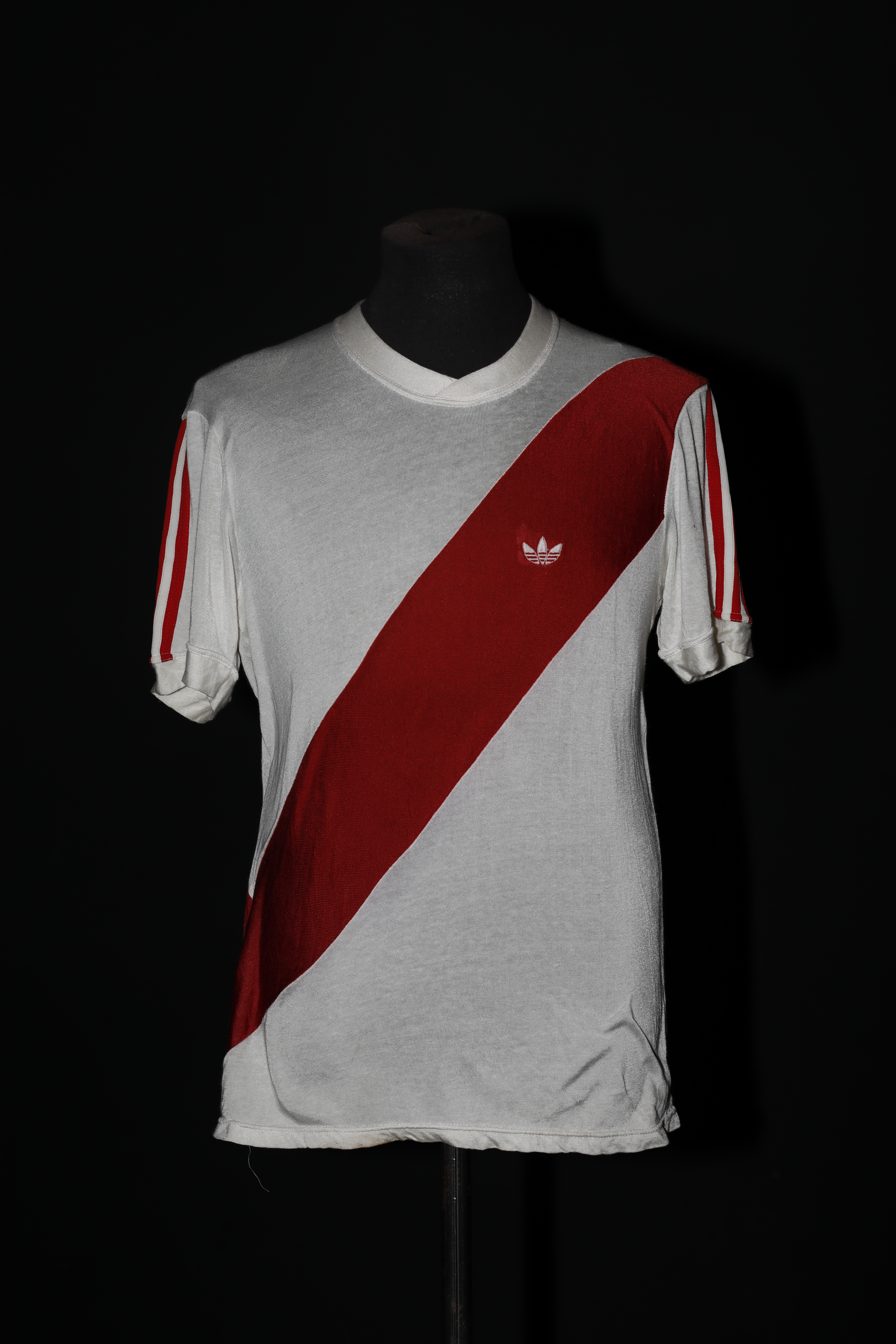
Camiseta adidas usada en tres partidos de la Copa Libertadores 1980

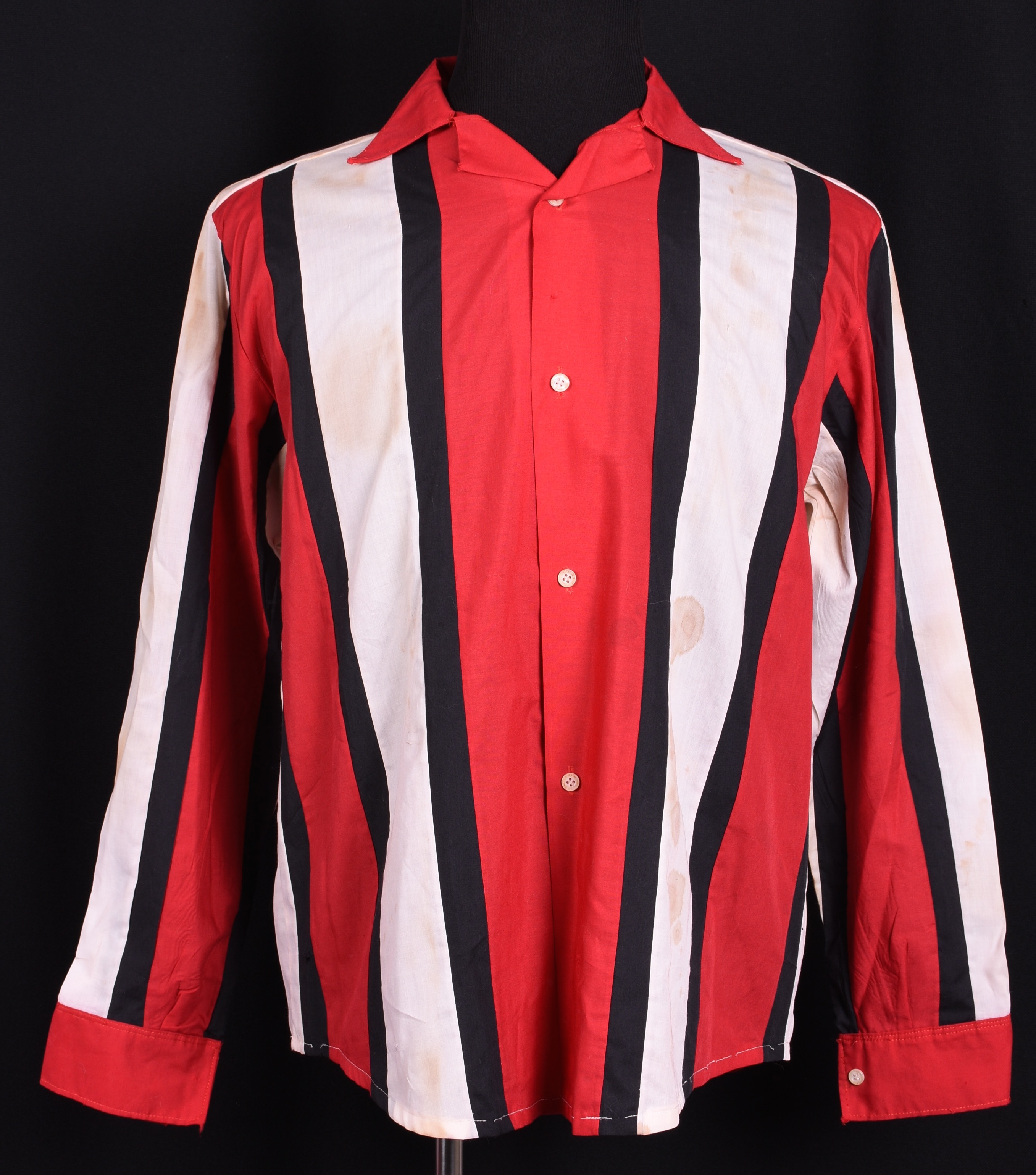
Camisa alternativa de marca Realco, usada entre 1967 y 1972.

## Historia

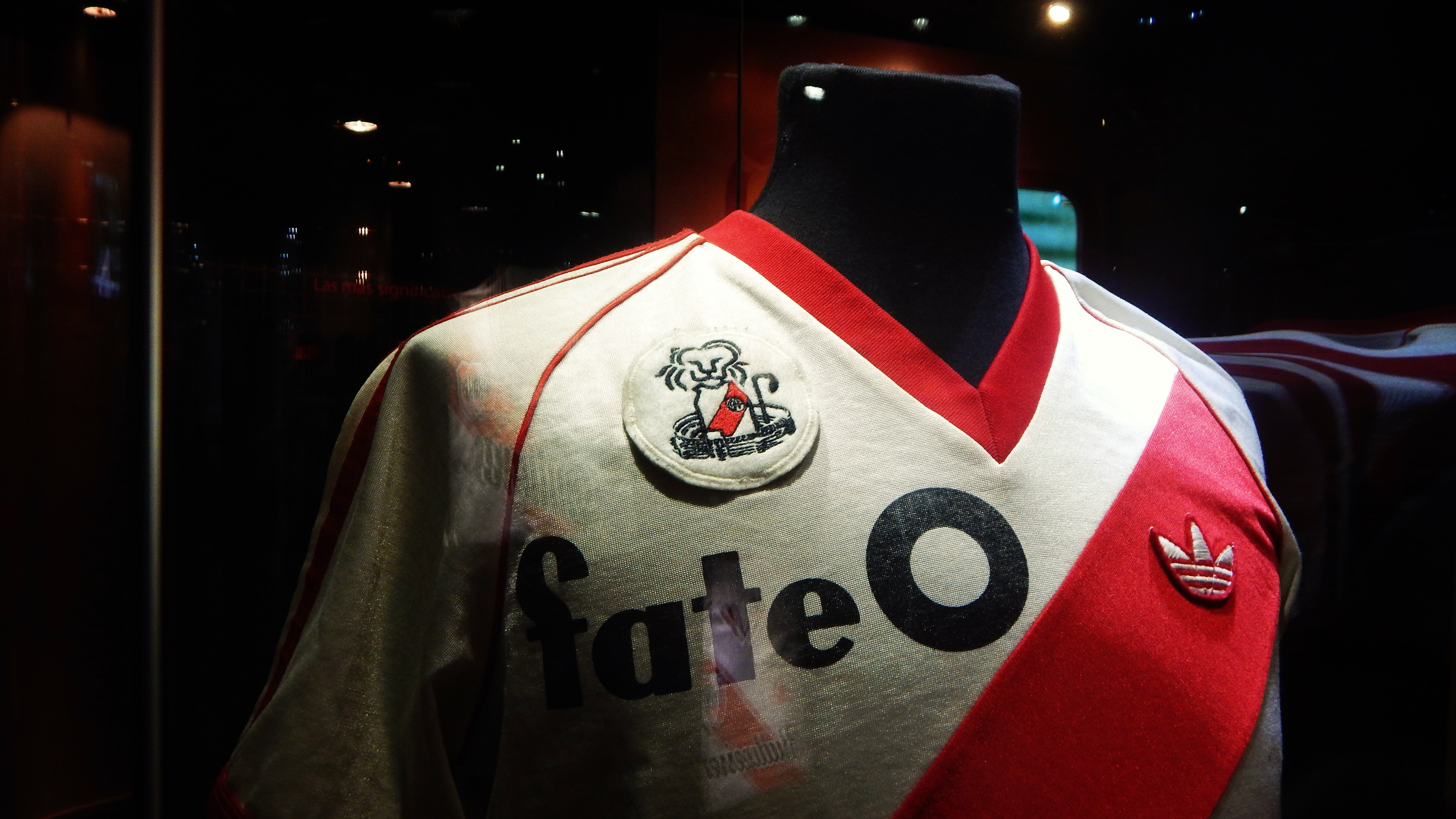
Camiseta de 1985 utilizada por Américo Gallego.

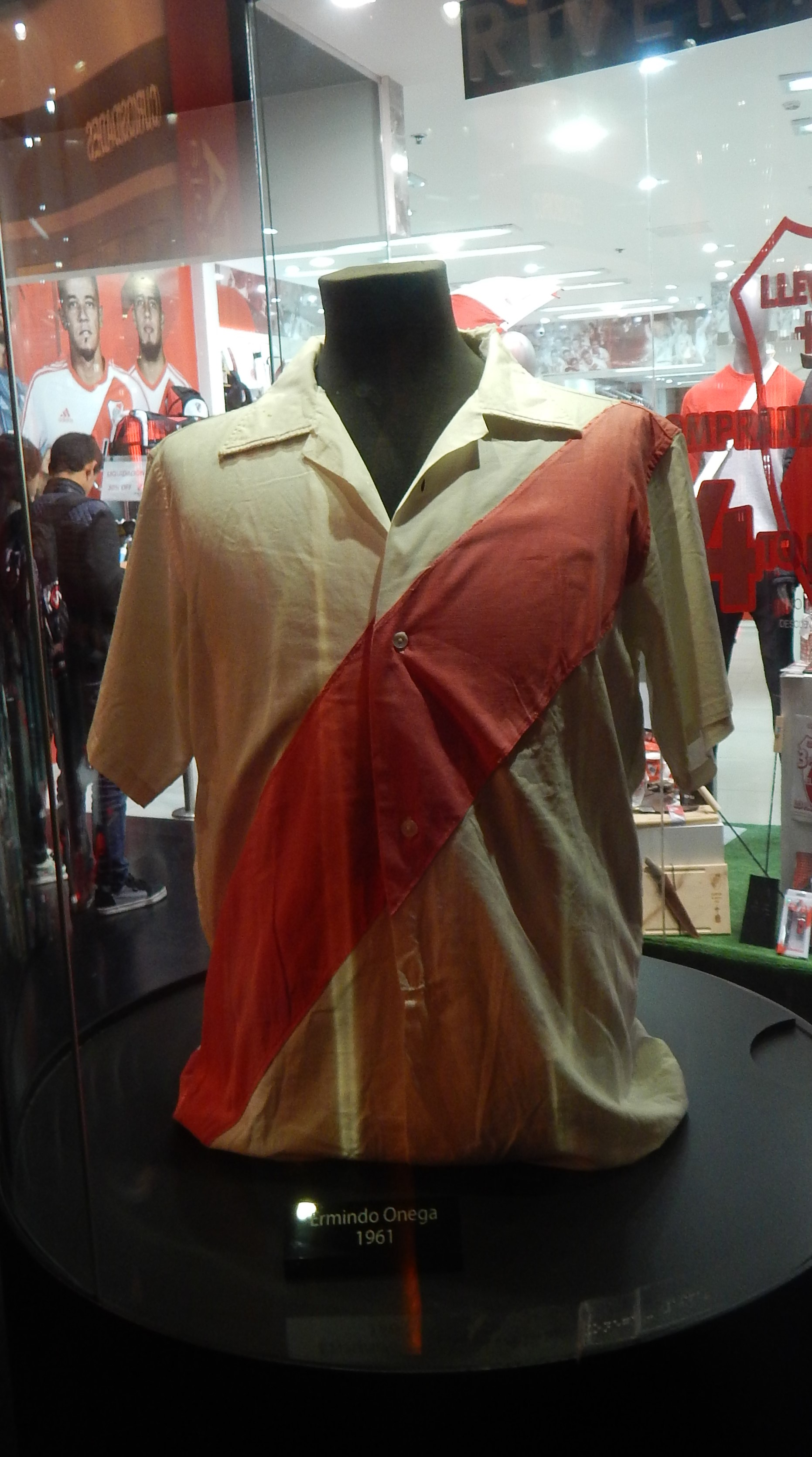
Camiseta de 1961 utilizada por Ermindo Onega.

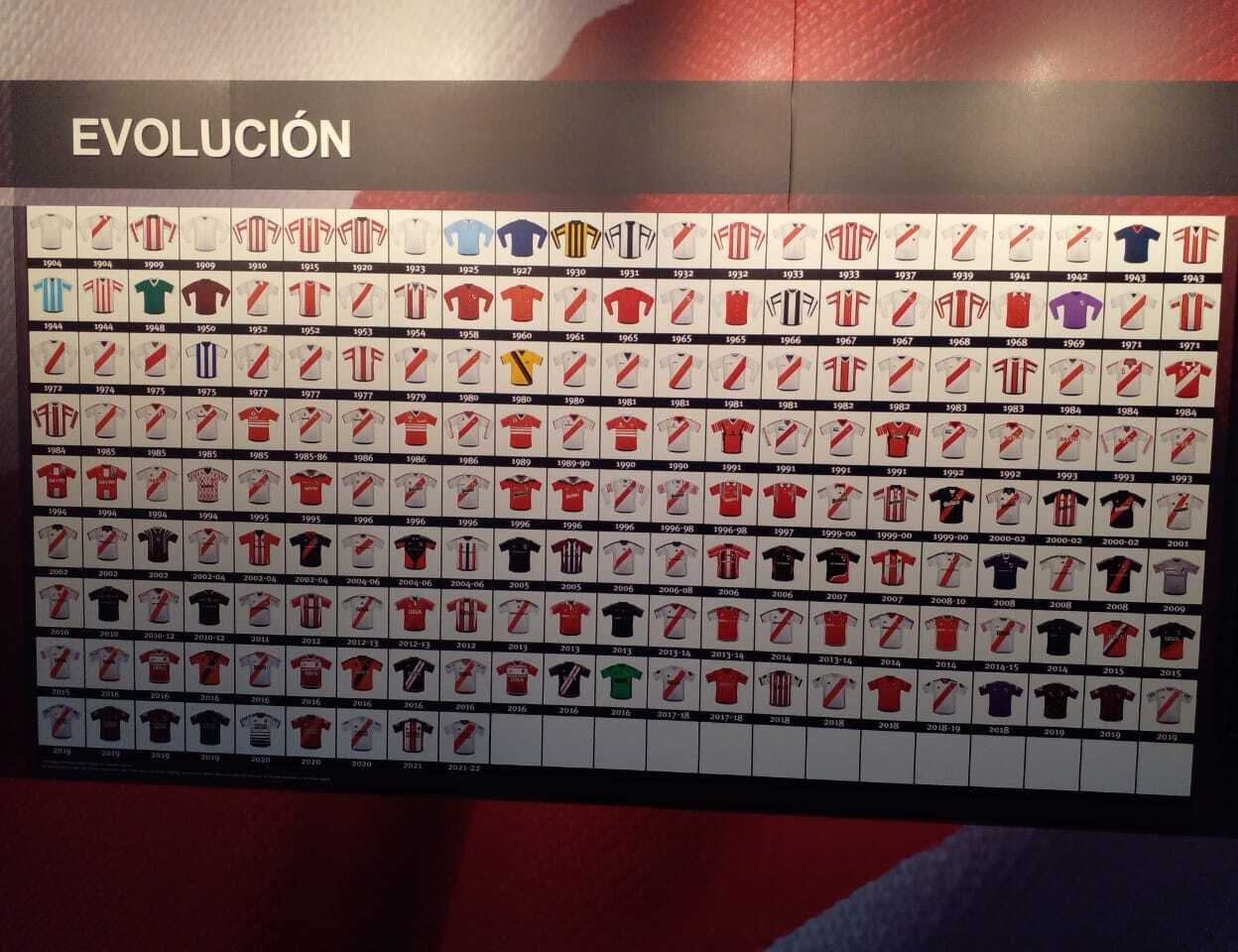
Cuadro evolutivo de uniformes exhibido en el Museo River.

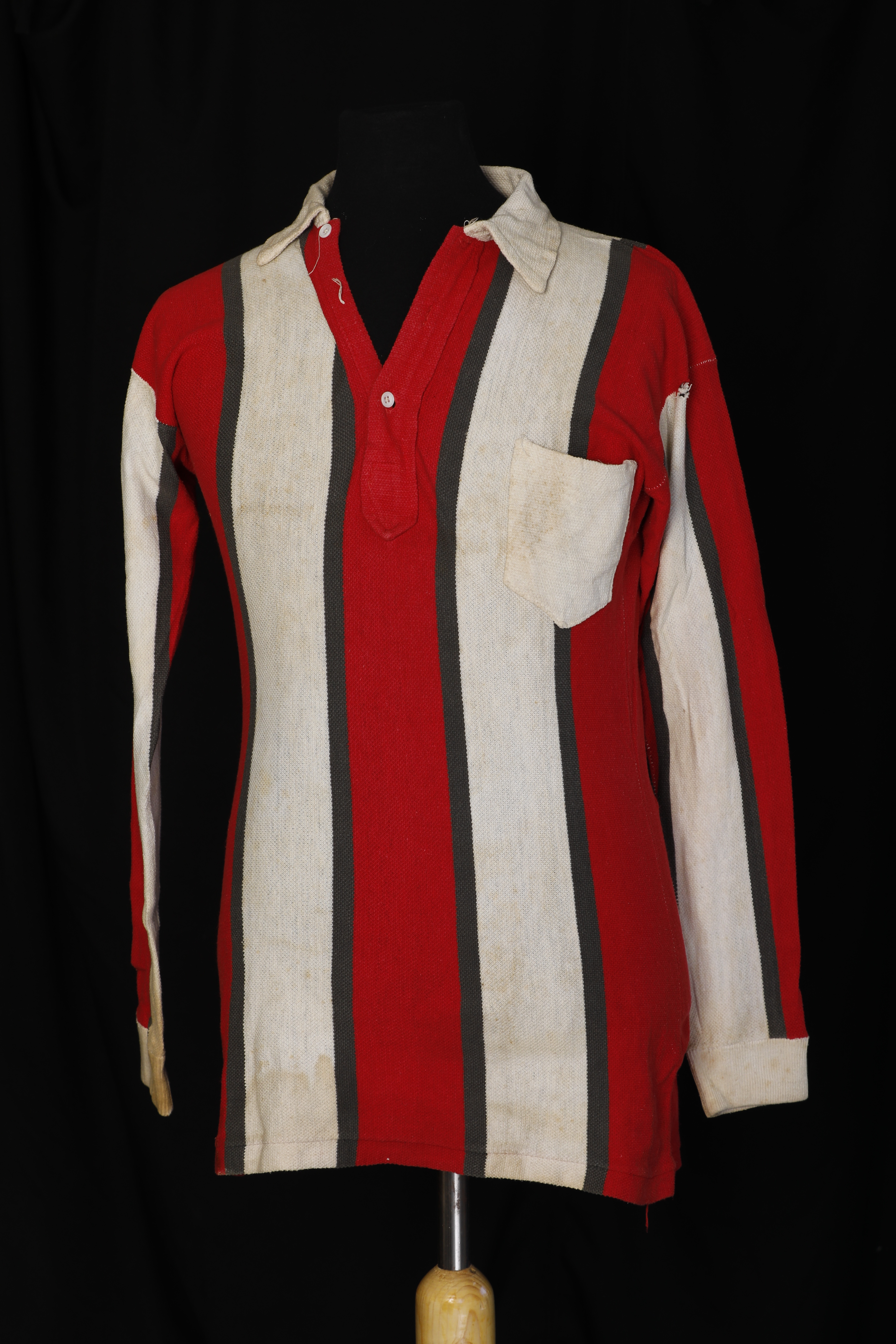
Camiseta tricolor marca Lanús usada en pocos partidos entre 1962 y 1965

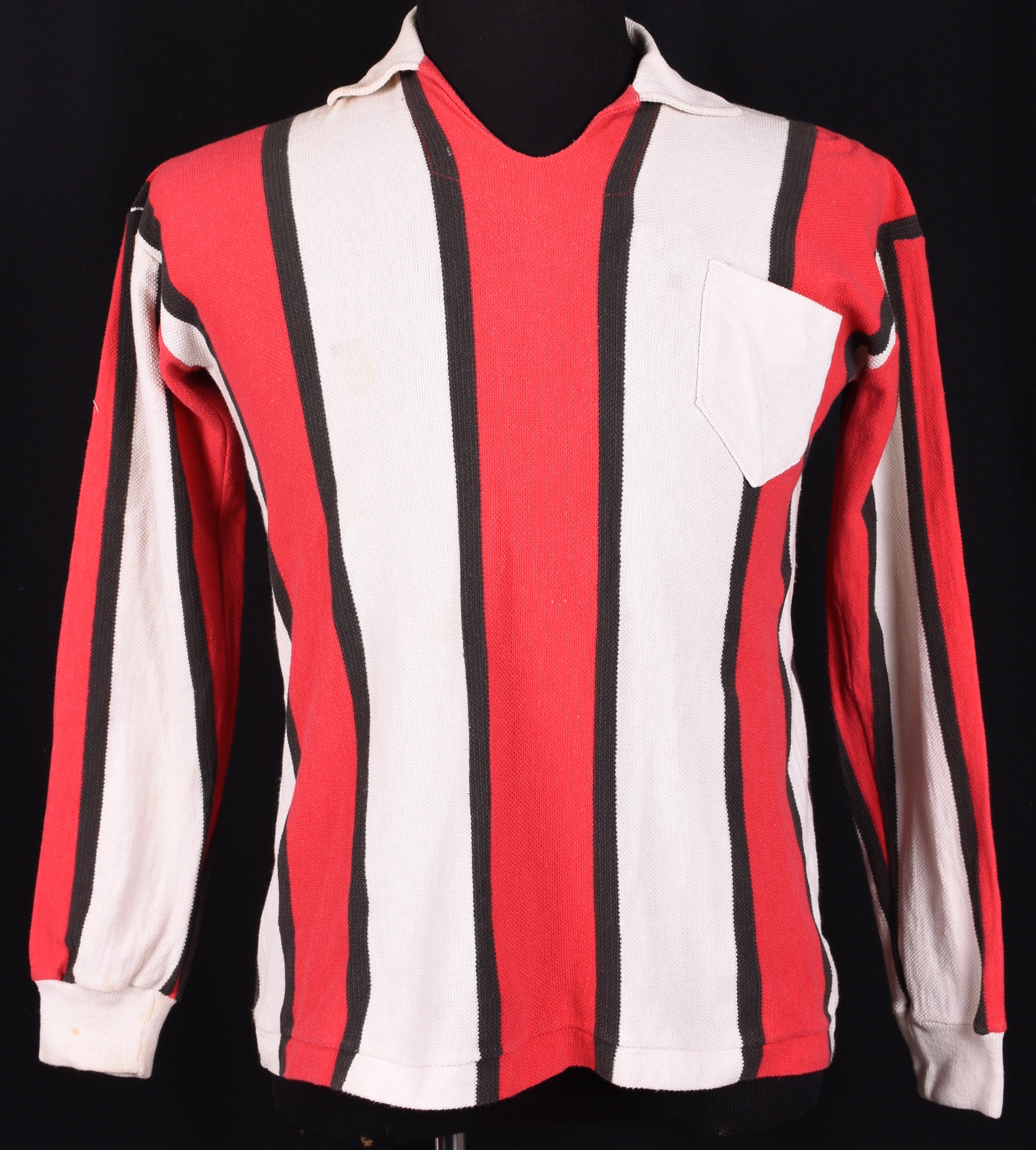
Camiseta alternativa marca Realco, usada en juego en 1979..

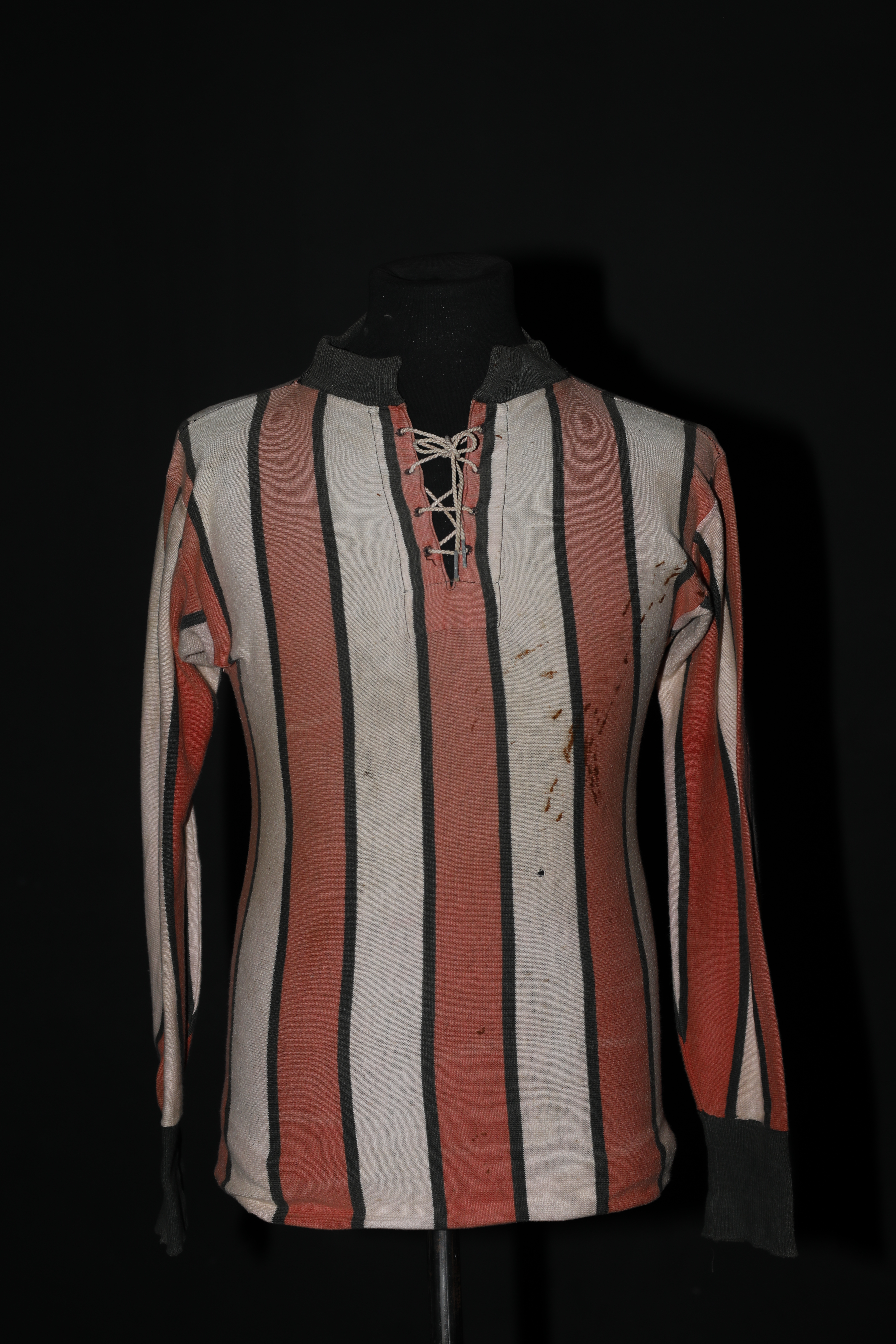
La camiseta más antigua usada en juego que se conserva es la de 1919, y que puede verse en el museo de River Plate.

Al comienzo la camiseta de la escuadra riverplatense era blanca, hasta que la banda roja fue cruzada por primera vez a finales de 1904, cuando Catalina Salvarezza, una simple mujer del barrio y madre de Luis y Enrique Salvarezza, le cosiera la misma de manera diagonal. La leyenda cuenta que en una noche de carnaval, de una vieja carroza llamada Los habitantes del Infierno, donde se encontraban festejando los jugadores y dirigentes del equipo de aquel entonces, colgaba desprolijamente una cinta roja de seda. Un grupo de ellos, decidieron entonces robarla como una de sus tantas travesuras. Sin embargo, este inocente acto tenía un motivo: colocarle un detalle de color a la camisa blanca que hasta ese momento identificaba al equipo. La cruzaron diagonalmente, sujetada con alfileres, y así nació la conocida camiseta de River Plate. Otra versión, sin embargo, considera que estos colores fueron tomados del signo de San Jorge, que incluye una cruz roja sobre fondo blanco. Esta cruz es el emblema de Génova, por lo que el rojo y blanco habrían sido adoptados debido a que la mayoría de los miembros originales del club eran de origen genovés. Además, no es un hecho menor que el barrio de La Boca fuera por ese entonces un barrio mayoritariamente habitado por inmigrantes genoveses y descendientes de éstos.
Entre 1909 y 1932 el club utilizó una camiseta tricolor como principal. La historia de la misma se remite a que el Club Nacional de Floresta (Antes llamado Club Athletic Gath & Chaves, pero debido a que llevaban el nombre de una casa comercial que confeccionaba camisetas tuvo que cambiar de nombre) luego de haber ascendido a Primera División y de haber disputado dos encuentros, fuera desafiliado al no tener el campo de juego en condiciones; haciendo que ante tal decisión por parte de AFA varios de sus empleados y jugadores pasarán a River ya que el año anterior había salido subcampeón de la Segunda División. Este hecho hizo que el elenco millonario, luego de haber ascendido y jugado una temporada en la máxima categoría, cambiara su camiseta, pero gracias a la enérgica intervención de importantes riverplatenses de la época como los señores Bernardo Messina y Enrique Zanni, se evitó el cambio de colores y, por sus recomendaciones, se le agregó una línea negra fina entre los bastones rojos y blancos. Durante aquellos años la marca Gath & Chaves fabricaría las prendas titulares, que salvo la edición 1917-1918 todas serían tricolores. A partir de la temporada 1920, la confección de la camiseta titular pasaría a la marca Saint Margaret, cuya fabricación se realizaba en Inglaterra.
Un 13 de marzo de 1932, Antonio Vespucio Liberti, con iniciativa de recuperar aquella camiseta que logró el ascenso, decidió volver a utilizar la banda roja como titular. Antes de su reestreno, el mandatario le daría uno por uno la camiseta a los jugadores dejando las siguientes palabras: «Cuídenla mucho, porque esta es la camiseta de River». Hizo su debut en el profesionalismo en el viejo Estadio de Alvear y Tagle, con victoria del elenco millonario contra Chacarita por 3-1, marcando también el debut de Bernabé Ferreyra. Dicha camiseta quedaría por siempre como estandarte del Club y utilizándose hasta nuestros días, dejando a la casaca tricolor como suplente ya que años posteriores seguiría utilizándose.
En 1949, debido a la Tragedia de Superga, donde fallecieron 31 integrantes de la delegación del Torino que regresaban de jugar un amistoso en Portugal, como un gesto de solidaridad, River Plate se ofreció para jugar un partido amistoso a beneficio de los familiares de los fallecidos jugadores contra un combinado de la Serie A llamado Torino Simbolo. Como agradecimiento en 1951 el Club italiano retribuyó la visita, y obsequió camisetas de la marca italiana Gmo Romano e Figli a River, por lo que a partir del partido contra Platense el 1 de julio de 1951 utilizaría como camiseta alternativa el color granate en 22 partidos oficiales y en varios amistosos hasta el 26 de junio de 1966 sólo en un tiempo. El estilo de la camiseta gusto tanto, que en 1957 la marca Sportlandia lanzó un modelo similar al que llamo camiseta Torino.
El 10 de junio de 1962, se presentó el Stade de Reims de Francia. El diseño gustó al directivo del Club , Pedro de Miguel Sáez, quien  adquirió a la marca Realco estas camisetas. Por lo que un par de años después  el 12 de agosto de 1964 contra Gimnasia Esgrima La Plata, se comenzó a usar una camiseta de igual diseño, camiseta de cuerpo rojo con mangas blancas, pantalón y medias blancas con círculos rojos. Alternando con pantalón negro y medias grises serían camisetas suplentes durante varias temporadas, hasta el 8 de junio de 1969.
En el Metropolitano de 1969, en un encuentro oficial contra Deportivo Morón en el Monumental, River optó por utilizar por primera vez una casaca violeta. A raíz de la confusión que el árbitro podía sufrir habida cuenta de la similitud de colores entre el "Millo" y el "Gallo", los locales tuvieron que cambiar la indumentaria. La camiseta violeta también volvería a ser utilizada por el "Millonario" en un encuentro ante Gimnasia y Esgrima La Plata (0-0) en 1971 y en otro empate sin goles frente a Banfield, en 1975. Más cerca en el tiempo, Adidas sacó al mercado una camiseta violeta utilizada en 3 partidos durante 2008, y otra versión en 2018 (incluyendo el partido contra Al Ain en el Mundial de Clubes 2018).
En 1969 el equipo se embarcó en una agotadora gira de 8 partidos en un mes, para prepararse el verano Norteamericano y Europeo, se llevó unas camisetas con tela calada de la marca uruguaya FAZIO, esta camiseta con dos tipos de terminaciones en el cuello fue usada hasta el 12 de marzo de 1972 contra Boca.
1980 primera camiseta adidas. El 11 de marzo de 1980 se usó por primera esta marca, por Copa Libertadores contra Sporting Cristal de Perú. Se usó solamente en tres partidos de ese torneo, ya que se repitió su eso en Perú el 15 y 18 de abril contra Sporting Cristal y Atlético Chalaco. El logo de la marca alemana en rojo o en blanco dependiendo de su ubicación en la camiseta. El cuello que era redondo podría tener o no una pequeña división.
Para la final de la Copa Intercontinental de 1996, River decidió lanzar una camiseta innovadora, la cual se componía de escudos en miniatura de color gris por toda la camiseta, siendo la primera vez que la banda incluía algún diseño dentro de ella. Al finalizar los años 90, Adidas optó por utilizar una suplente novedosa, la cual se caracterizaba por llevar como color principal el negro y manteniendo la banda roja fiel al equipo millonario. Inicialmente esta camiseta fue un tanto polémica, pero rápidamente dejó atrás las críticas y se ganó el corazón de la hinchada riverplatense.
En el Torneo Apertura 2001, con motivo del Día de la Madre, Quilmes (patrocinador en ese entonces), en conformidad con los clubes que auspiciaba, tuvo la idea de poner en las camisetas de los jugadores los nombres de sus respectivas madres.
En el año 2005 se diseñó una camiseta en la cual se combinaba el diseño de dos equipaciones anteriores, la famosa tricolor y el color granate del Torino. En el 2012, luego de ascender nuevamente a Primera División, Adidas lanzó otra novedosa camiseta, esta vez el tradicional blanco fue reemplazado por un rojo oscuro que contrastaba con el clásico rojo de la banda. Dicha camiseta llegó a ser la más vendida del mundo.
En 2013, la camiseta titular de River Plate con la banda roja fue elegida en una encuesta como la más linda del mundo por el medio estadounidense Bleacher Report. También durante ese año, con motivo del 75.º aniversario de la inauguración del Estadio Monumental, Adidas Argentina presentó una camiseta especialmente diseñada para la ocasión, que rindió homenaje tanto al estadio como a los hinchas de River Plate. La edición especial contó con el Estadio Antonio Vespucio Liberti de fondo, y la utilización del color negro como símbolo de la gala y elegancia que la ocasión ameritó. Además contó con un escudo extra al que exhibe el club en cada juego, que incluía el número 75 en referencia al aniversario del mítico estadio.
En 2016 y con motivo del 30° aniversario del gol de Norberto Alonso frente a Boca con la pelota naranja, el cual sirvió para ganar y dar la vuelta olímpica en la Bombonera, se diseñó una camiseta con los colores de dicha pelota. En lugar del tradicional rojo lo ocupó el negro, mientras que en vez de blanco se usó el naranja. En el año 2017 el club se basó en Ángel Labruna, máximo ídolo de la institución, para diseñar la tercera equipación del equipo. Dicho uniforme se estrenó en el Día Internacional del Hincha de River (fecha de nacimiento de Labruna) y poseía los colores de la histórica corbata que usaba él cuando era director técnico del equipo: negro con una banda blanca, roja y blanca, resaltando los colores del club.
A principios de 2019, Adidas presentó como tercera equipación de la temporada 2018/19 una camiseta un tanto innovadora, el cual llevaba los colores negro y rojo. La elección del diseño, según la empresa alemana, fue fundada en las ya tradicionales postales aéreas que regala el Monumental en cada noche de Copa Libertadores, quedando así una camiseta con una inspiración más urbana y rupturista. El 9 de diciembre del mismo año, en conmemoración al histórico triunfo logrado por el club en la final de la Copa Libertadores vs. su clásico rival, se diseñó como tercera indumentaria una camiseta que privilegiaba el color blanco como base, ya que dicha victoria fue realizada justamente en la Casa Blanca del fútbol mundial, y que a su vez contaba con una línea roja y vivos negros, juntando así los colores históricos del club. Aparte de ello incluyó en los dorsales imágenes personalizadas de los jugadores levantando el trofeo.
En la temporada 2023, a inicios de la Copa de la Liga Profesional, Adidas innovó con la camiseta titular ya que la misma presentó una banda que se ensancha de abajo hacia arriba inspirándose en aquella cinta roja que los primeros jugadores sujetaron sobre sus remeras blancas, representando un homenaje al nacimiento de este tradicional uniforme.En el año 2025, el club optó por conmemorar los 50 años del título conseguido en el Metropolitano 1975, hecho importante que significó cortar una racha de 18 años sin consagraciones, lanzando como uniforme alternativo un diseño inédito con bastones verticales en rojo y negro, tomandose como inspiración el icónico globo aerostático que apareció en los festejos de dicho campeonato.
Sólo en tres ocasiones la banda del millonario incluyó algún diseño dentro de ella, la primera fue en el año 1996 como se mencionó anteriormente, la segunda fue en el 2013 donde la banda llevó un sublimado especial con un diseño en relieve del Monumental, cercano al escudo del club, y la tercera fue en 2018 donde incorporó unas finas líneas sobre la tradicional banda roja, emulando las históricas cintas rojas y blancas que descienden desde las tribunas del Estadio Monumental en los recibimientos. Así, el diseño homenajeó a la hinchada de River responsables de grandes preparaciones cuando el club juega como local. También en otras tres oportunidades la banda sufrió alguna alteración con base en su estructura (sin contar modificaciones respecto a su tamaño y anchura). La primera de ellas fue en 2016, que incluyó un efecto degradé en varias tonalidades de rojo, la segunda en 2019, donde el detalle fue un tramado especial que también generaba un efecto degradado pero compuesto por pixeles y la tercera en 2022, donde incluyó rayas sutiles con varios tonos de gradientes.
|         |          |             |           |           |           |  |  |
| Titular | Suplente | Alternativa | Arquero 1 | Arquero 2 | Arquero 3 |  |  |

## Evolución del uniforme

### Uniformes titulares
| 1901-1904 | 1904-1906 | 1907-1908 | 1909-1914 |  | 1920-1921 | 1921-1931 | 1932-1940 | 1940-1947 | 1947-1965 | 1966-1971 |

| 1972-1974 | 1975-1982 | 1982-1984 | 1984-1985 | 1985-1986 | 1986-1990 | 1990-1993 | 1993-1994 | 1994-1995 | 1995-1996 |

| 1996-1998 | 1999-2000 | 2000-2002 | 2002-2004 | 2004-2006 | 2006-2007 | 2007-2008 | 2008-2009 | 2009-2010 | 2010-2011 |

| 2011-2012 | 2012-2013 | 2013-2014 | 2014-2016 | 2016-2017 | 2017-2018 | 2018-2019 | 2019-2020 | 2020-2021 | 2021-2022 |

| 2022-2023 | 2023-2024 | 2024-2025 | 2025-2026 |

### Uniformes suplementarios
| 1909-1924 | 1925-1926 | 1927-1929 | 1930-1931 | 1932-1936 | 1936-1940 | 1940-1949 | 1950-1951 | 1951-1952 | 1952-1959 |

| 1960-1964 | 1965 | 1965-1966 | 1967-1968 | 1968-1969 | 1970-1982 | 1982-1983 | 1984 | 1984-1985 | 1985-1990 |

| 1990-1991 | 1992-1994 | 1995-1996 | 1996-1998 | 1999-2000 | 2000-2002 | 2002-2004 | 2004-2005 | 2005-2006 | 2006-2007 |

| 2007-2008 | 2008-2010 | 2010-2011 | 2011-2012 | 2012-2013 | 2013-2014 | 2014-2015 | 2016-2017 | 2017-2018 | 2018-2019 |

| 2019-2020 | 2020-2021 | 2021-2022 | 2022-2023 | 2023-2024 | 2024-2025 | 2025-2026 |

### Uniformes alternativos
| 1994 | 1996-1997 | 1999-2000 | 2000-2002 | 2002-2004 | 2004-2005 | 2005-2006 | 2006-2007 | 2007-2008 | 2008-2009 |

| 2009-2010 | 2013-2014 | 2015-2016 | 2016 | 2016-2017 | 2018 | 2019 | 2019-2020 | 2021 | 2023-2024 |

| 2024-2025 | 2025-2026 |

### Uniformes especiales
- 1931 - 1934: El 4 de junio vs. Estudiantes de La Plata, River utiliza una camiseta a rayas azules y blancas, la cual era similar a la de Sportivo Buenos Aires, repite misma camiseta contra Tigre el 2 de agosto de 1931. Se utilizó esta camiseta por última vez contra un combinado de la Cruz Roja Paraguaya el 17 de febrero de 1934.
- 1943: En la final de la Copa Ibarguren de aquel año disputada en el Viejo Gasómetro, la cual terminaría en victoria de River por 7-0 sobre la Liga Cordobesa de Fútbol, se utilizaría la camiseta alternativa de San Lorenzo de Almagro, dado a la similitud de los uniformes de los equipos. Esta camiseta era azul con detalles en rojo.
- 1944: Durante este año River realizó dos partidos amistosos disputados en la provincia de Tucumán, como gesto de agradecimiento se utilizaron en dichos encuentros la camiseta de Atlético Concepción y la de San Martín de Tucumán.
- 1948: En este año se disputó en Chile el Campeonato Sudamericano de Campeones, precursor de la actual Libertadores. El 21 de febrero, River jugó vs el Deportivo Municipal de Perú y utilizó una camiseta verde.
- 1958: El 15 de agosto en el estadio Monumental se llevó a cabo un amistoso ante el Real Madrid de Alfredo Di Stéfano, y en dicho partido, se utilizó una camiseta de color rojo carmesí.
- 1966: River jugaría un amistoso vs. Colo Colo de Chile y ante la similitud de los colores utiliza la camiseta del Club Cipoletti, blanca y negra a rayas verticales.
- 1969: En este año River disputó un partido ante Deportivo Morón y utilizó una camiseta violeta, que fue falsamente asociada al Torino. Luego durante el transcurso del año 1975 volvería a utilizar esta camiseta contra otros equipos.
- 1975: En un amistoso vs. el Athletic Club, debido a la similitud de colores, River utilizaría la camiseta azul y blanca del Recreativo de Huelva.
- 1980: En un partido por el Trofeo Joan Gamper, River utilizó la camiseta suplente del Barcelona, amarilla con una banda azul y granate.
- 2001: Debido a los 100 años de club, River diseña una camiseta especial para ser utilizada en un amistoso vs. Peñarol.
- 2011: Con motivo de su 110° aniversario, River decide lanzar una camiseta especial el cual estrenaría vs. Deportivo Merlo, luego la utilizaría en otros encuentros durante su estadía por la B Nacional.
- 2016: En un partido vs. Independiente el club utilizó un uniforme verde en conmemoración de los fallecidos en la tragedia del Vuelo 2933 de LaMia, entre los cuales se encontraba el plantel de Chapecoense que viajaba a disputar la Final de la Copa Sudamericana 2016.[20]
- 2019: Para celebrar sus 70 años de existencia, Adidas decidió lanzar un uniforme edición especial para River basado en la camiseta más icónica de la marca de las tres tiras, la de Alemania 1988/90, la misma sería utilizada vs. Rosario Central durante un encuentro por la Superliga 2019/20.

| 1931-1934 | 1943 | 1944 | 1944 | 1948 | 1958 | 1966 | 1969 | 1975 | 1975 |

| 1980 | 2001 | 2011 | 2016 | 2019 |

### Uniformes de entrenamiento
| 2006-2008 | 2006-2008 | 2006-2008 | 2008-2010 | 2008-2010 | 2008-2010 | 2010-2012 | 2010-2012 | 2012-2013 |

| 2012-2013 | 2013-2014 | 2013-2014 | 2013-2014 | 2014-2015 | 2014-2015 | 2016-2017 | 2016-2017 | 2017-2018 |

| 2017-2018 | 2018-2019 | 2018-2019 | 2019-2020 | 2019-2020 | 2020-2021 | 2020-2021 | 2021-2022 | 2021-2022 |

| 2022-2023 | 2022-2023 | 2023-2024 | 2023-2024 | 2024-2025 | 2024-2025 | 2025-2026 | 2025-2026 |

### Uniformes de arquero
| Arquero 1 1901-1930 | Arquero 1 1927-1935 |  | Arquero 1 1930-1945 | Arquero 1 1930-1972 | Arquero 2 1930-1972 | Arquero 3 1930-1972 | Arquero 4 1930-1972 | Arquero 5 1930-1972 | Arquero 6 1930-1972 |

| Arquero 1 1945-1968 | Arquero 2 1945-1968 | Arquero 1 1969-1982 | Arquero 1 1982-1990 | Arquero 2 1982-1990 | Arquero 1 1984-1989 | Arquero 2 1984-1989 | Arquero 3 1984-1989 | Arquero 1 1986-1989 |

| Arquero 2 1986-1989 | Arquero 3 1986-1989 | Arquero 1 1990-1991 | Arquero 2 1990-1991 | Arquero 1 1996-1997 | Arquero 2 1996-1997 | Arquero 1 1997-1998 | Arquero 2 1997-1998 | Arquero 1 1998-2000 |

| Arquero 2 1998-2000 | Arquero 1 2000-2002 | Arquero 2 2000-2002 | Arquero 3 2000-2002 | Arquero 4 2000-2002 | Arquero 1 2002-2003 | Arquero 2 2002-2003 | Arquero 3 2002-2003 | Arquero 4 2002-2003 |

| Arquero 1 2004-2006 | Arquero 2 2004-2006 | Arquero 3 2004-2006 | Arquero 4 2004-2006 | Arquero 5 2004-2006 | Arquero 1 2006-2008 | Arquero 2 2006-2008 | Arquero 3 2006-2008 | Arquero 1 2008-2010 |

|  | Arquero 2 2008-2010 | Arquero 3 2008-2010 | Arquero 1 2009-2010 | Arquero 2 2009-2010 | Arquero 3 2009-2010 | Arquero 1 2010-2012 | Arquero 2 2010-2012 | Arquero 3 2010-2012 | Arquero 1 2011-2012 |

| Arquero 2 2011-2012 | Arquero 3 2011-2012 | Arquero 1 2012-2013 | Arquero 2 2012-2013 | Arquero 3 2012-2013 | Arquero 4 2012-2013 | Arquero 5 2012-2013 | Arquero 1 2013-2014 | Arquero 2 2013-2014 |

| Arquero 3 2013-2014 | Arquero 1 2014-2015 | Arquero 2 2014-2015 | Arquero 3 2014-2015 | Arquero 4 2014-2015 | Arquero 1 2015-2016 | Arquero 2 2015-2016 | Arquero 1 2016-2017 | Arquero 2 2016-2017 |

| Arquero 3 2016-2017 | Arquero 4 2016-2017 | Arquero 1 2017-2018 | Arquero 2 2017-2018 | Arquero 3 2017-2018 | Arquero 1 2018-2019 | Arquero 2 2018-2019 | Arquero 3 2018-2019 | Arquero 4 2018-2019 |

| Arquero 5 2018-2019 | Arquero 1 2019-2020 | Arquero 2 2019-2020 | Arquero 3 2019-2020 | Arquero 4 2019-2020 | Arquero 1 2020-2021 | Arquero 2 2020-2021 | Arquero 3 2020-2021 |  | Arquero 4 2020-2021 |

| Arquero 1 2021-2022 | Arquero 2 2021-2022 | Arquero 3 2021-2022 | Arquero 4 2021-2022 | Arquero 1 2022-2023 | Arquero 2 2022-2023 | Arquero 3 2022-2023 | Arquero 4 2022-2023 | Arquero 5 2022-2023 |

| Arquero 1 2023-2024 | Arquero 2 2023-2024 | Arquero 3 2023-2024 | Arquero 1 2024-2025 | Arquero 2 2024-2025 | Arquero 3 2024-2025 | Arquero 1 2025-2026 | Arquero 2 2025-2026 | Arquero 3 2025-2026 |

### Proveedores y patrocinadores
| Período     | Proveedor      | Patrocinador(es) principal(es) | Patrocinador secundario (manga) | Patrocinador terciario (espalda) | Patrocinador cuaternario (short) | Patrocinador quinario (dorsal) |
| ----------- | -------------- | ------------------------------ | ------------------------------- | -------------------------------- | -------------------------------- | ------------------------------ |
| 1901 - 1910 | Ninguno        | Ninguno                        | Ninguno                         | Ninguno                          | Ninguno                          | Ninguno                        |
| 1910 - 1919 | Gath & Chaves  | Ninguno                        | Ninguno                         | Ninguno                          | Ninguno                          | Ninguno                        |
| 1920 - 1932 | Saint Margaret | Ninguno                        | Ninguno                         | Ninguno                          | Ninguno                          | Ninguno                        |
| 1932 - 1963 | Gath & Chaves  | Ninguno                        | Ninguno                         | Ninguno                          | Ninguno                          | Ninguno                        |
| 1964 - 1966 | Realco         | Ninguno                        | Ninguno                         | Ninguno                          | Ninguno                          | Ninguno                        |
| 1967 - 1978 | Textil Sport   | Ninguno                        | Ninguno                         | Ninguno                          | Ninguno                          | Ninguno                        |
| 1979 - 1980 | Sportlandia    | Ninguno                        | Ninguno                         | Ninguno                          | Ninguno                          | Ninguno                        |
| 1980 - 1981 | Topper         | Ninguno                        | Ninguno                         | Ninguno                          | Ninguno                          | Ninguno                        |
| 1981 - 1982 | Olimpia        | Ninguno                        | Ninguno                         | Ninguno                          | Ninguno                          | Ninguno                        |
| 1982 - 1985 | Adidas         | Ninguno                        | Ninguno                         | Ninguno                          | Ninguno                          | Ninguno                        |
| 1985 - 1989 | Adidas         | Fate                           | Ninguno                         | Ninguno                          | Ninguno                          | Ninguno                        |
| 1989 - 1991 | Adidas         | Peugeot                        | Ninguno                         | Sevel                            | Ninguno                          | Ninguno                        |
| 1991 - 1992 | Adidas         | Carta Credencial               | Ninguno                         | Ninguno                          | Ninguno                          | Ninguno                        |
| 1992 - 1995 | Adidas         | Sanyo                          | Ninguno                         | Ninguno                          | Ninguno                          | Ninguno                        |
| 1996 - 2001 | Adidas         | Quilmes                        | Ninguno                         | Ninguno                          | Ninguno                          | Ninguno                        |
| 2002 - 2006 | Adidas         | Budweiser                      | Ninguno                         | Ninguno                          | Ninguno                          | Ninguno                        |
| 2006 - 2009 | Adidas         | Petrobras                      | Ninguno                         | Ninguno                          | Ninguno                          | Ninguno                        |
| 2009 - 2010 | Adidas         | Petrobras                      | PokerStars                      | Ninguno                          | Ninguno                          | Ninguno                        |
| 2011 - 2012 | Adidas         | Petrobras                      | Tramontina                      | Ninguno                          | Ninguno                          | Ninguno                        |
| 2012 - 2013 | Adidas         | BBVA / BBVA Francés            | Tramontina                      | Ninguno                          | Ninguno                          | Ninguno                        |
| 2014 - 2016 | Adidas         | BBVA / BBVA Francés            | Netshoes                        | Ninguno                          | Ninguno                          | Ninguno                        |
| 2016        | Adidas         | BBVA / BBVA Francés            | Netshoes                        | Ninguno                          | Staples                          | Ninguno                        |
| 2016 - 2017 | Adidas         | BBVA / BBVA Francés            | Huawei                          | Ninguno                          | Ninguno                          | Ninguno                        |
| 2018        | Adidas         | BBVA / BBVA Francés            | Huawei                          | Ninguno                          | Axe                              | Ninguno                        |
| 2018        | Adidas         | Ninguno                        | Huawei                          | Ninguno                          | Axe                              | Konami                         |
| 2019        | Adidas         | Ninguno                        | AXION energy                    | Ninguno                          | Axe                              | Konami                         |
| 2019 - 2020 | Adidas         | Turkish Airlines               | AXION energy                    | Assist Card                      | Axe                              | Konami                         |
| 2021        | Adidas         | Turkish Airlines               | AXION energy                    | Assist Card                      | Garbarino                        | Konami                         |
| 2021 - 2022 | Adidas         | Turkish Airlines               | Codere                          | Assist Card                      | Ninguno                          | Konami                         |
| 2022        | Adidas         | Turkish Airlines               | Codere                          | Prime Video                      | Socios.com                       | Konami                         |
| 2022        | Adidas         | Codere                         | Assist Card                     | Prime Video                      | Socios.com                       | Konami                         |
| 2023        | Adidas         | Codere                         | Assist Card                     | DirecTV                          | Socios.com                       | Konami                         |
| 2023 - 2025 | Adidas         | Codere                         | Assist Card                     | DirecTV                          | Ninguno                          | Ninguno                        |
| 2025 -      | Adidas         | Betano                         | Assist Card                     | DirecTV                          | Ninguno                          | Ninguno                        |